# Pentacranaus
Pentacranaus is een geslacht van hooiwagens uit de familie Manaosbiidae.
De wetenschappelijke naam Pentacranaus is voor het eerst geldig gepubliceerd door Roewer in 1963. 

## Soorten
Pentacranaus is monotypisch en omvat slechts de volgende soort:
- Pentacranaus niger